# Конституция на Ирландия
Конституцията на Ирландия (на ирландски: Bunreacht na hÉireann, произнесено /ˈbˠʊn̪ˠɾʲəxt̪ˠ n̪ˠə ˈheːɾʲən̪ˠ/) е основният закон на Ирландия. Той утвърждава националния суверенитет на ирландския народ. Конституцията като цяло е в рамките на традицията на либералната демокрация, като се основава на представителна демокрация. Гарантира определени основни права, заедно със следните институции: президент без изпълнителна власт (избран от народа), двукамарен парламент, разделение на властите и съдебен контрол.

## История
Това е втората конституция на ирландската държава след независимостта ѝ, заменяща Конституцията на Ирландската свободна държава от 1922 г. Влиза в сила на 29 декември 1937 г. след плебисцит, проведен на 1 юли 1937 г. Конституцията може да бъде изменяна само чрез национален референдум. Това е най-дълго действащата републиканска конституция в рамките на Европейския съюз.
Текстовете на английски и ирландски се различават на няколко места. Конституцията разрешава тази потенциална дилема като дава предимство на ирландския текст, въпреки че английският се използва по-често в официални комуникации.
Сред противниците на конституцията са поддръжници на Фине Гейл и Лейбъристката партия, юнионисти и някои независими и феминисти.
Въпросът, поставен към избирателите, е просто „Одобрявате ли проектоконституцията, която е предмет на този плебисцит?“ .
| Възможност                    | Гласове   | %      |
| ----------------------------- | --------- | ------ |
| Да                            | 685 105   | 56,52  |
| Не                            | 526 945   | 43,48  |
| Валидни гласове               | 1 212 050 | 90,03  |
| Невалидни или празни бюлетини | 134 157   | 9,97   |
| Общо гласове                  | 1 346 207 | 100,00 |
| Гласоподаватели и участвали   | 1 775 055 | 75,84  |

## Реакции
При приемането на новата конституция, британското правителство, според Ню Йорк Таймс, „се задоволява с легалистичен протест“. Това включва комюнике на 30 декември 1937 г., в което британците заявяват, че не могат да приемат името „Ейре“ или „Ирландия“ или което и да е друго твърдение в новата конституция.
Другите правителства на страните от Британската общност решават да продължат да гледат на Ирландия като на член. В отговор на новата ирландска конституция, Северна Ирландия предлага да се преименува на „Ълстър“, но това се прекратява, защото би изисквало законодателство от Уестминстър (властта в Лондон).